# Бокс на летней Спартакиаде народов СССР 1956
Соревнования по боксу в рамках I летней Спартакиады народов СССР проходили с 7 по 13 августа 1956 года в Москве. Этот турнир также имел статус 22-го чемпионата СССР по боксу.

## Медалисты
| Весовая категория             | Золото                                              | Серебро                                          | Бронза                                            |
| ----------------------------- | --------------------------------------------------- | ------------------------------------------------ | ------------------------------------------------- |
| Наилегчайший вес (до 51 кг)   | Владимир Стольников «Трудовые резервы» Ленинград    | Владимир Рязанцев Вооруженные силы Узбекская ССР | Виктор Быстров «Буревестник» РСФСР                |
| Легчайший вес (до 54 кг)      | Борис Степанов «Крылья Советов» Москва              | Г. Саркисян «Спартак» Ленинград                  | Виктор Клубничкин «Спартак» Ленинград             |
| Полулёгкий вес (до 57 кг)     | Александр Засухин «Динамо» РСФСР                    | Михаил Папазян «Трудовые резервы» Армянская ССР  | Владимир Каримов «Трудовые резервы» Казахская ССР |
| Лёгкий вес (до 60 кг)         | Николай Смирнов Вооруженные силы Москва             | Анатолий Лагетко Вооруженные силы РСФСР          | Владимир Шибер «Спартак» Белорусская ССР          |
| Полусредний вес (до 63.5 кг)  | Владимир Енгибарян «Трудовые резервы» Армянская ССР | Юрий Крылов «Спартак» Ленинград                  | Александр Юрков «Урожай» Туркменская ССР          |
| Первый средний вес (до 67 кг) | Эдуард Борисов «Спартак» РСФСР                      | Рудик Ионесян «Буревестник» Азербайджанская ССР  | Борис Прупас Вооруженные силы Белорусская ССР     |
| Средний вес (до 71 кг)        | Анатолий Коромыслов Вооруженные силы Москва         | Ричард Карпов «Трудовые резервы» Украинская ССР  | Гиви Дарбаисели «Пищевик» Грузинская ССР          |
| Второй средний вес (до 75 кг) | Геннадий Шатков «Буревестник» Ленинград             | Аскольд Лясота «Трудовые резервы» РСФСР          | Евгений Феофанов «Трудовые резервы» Москва        |
| Полутяжёлый вес (до 81 кг)    | Ромуальдас Мураускас «Жальгирис» Литовская ССР      | Анатолий Хотенчик «Спартак» Белорусская ССР      | Борис Назаренко «Спартак» Ленинград               |
| Тяжёлый вес (свыше 81 кг)     | Альгирдас Шоцикас «Жальгирис» Литовская ССР         | Лев Мухин «Спартак» РСФСР                        | Лембит Маурер «Динамо» Эстонская ССР              |